# 1992년 국가 목록
이 문서는 1992년의 국가(國歌) 목록이다.

## ㄱ
| 가나       | 하느님, 우리의 조국 가나를 축복하소서 |
| 가봉       | 조화                                  |
| 가이아나   | 친애하는 가이아나 땅의 강과 평원      |
| 감비아     | 우리의 조국 감비아를 위하여           |
| 과테말라   | 행복한 과테말라                       |
| 그레나다   | 그레나다 만세                         |
| 그리스     | 자유의 찬가                           |
| 기니       | 자유                                  |
| 기니비사우 | 이것은 사랑하는 우리의 나라           |

## ㄴ
| 나미비아            | 나미비아는 용감한 조국                              |  |
| 나우루              | 나우루의 노래                                       |  |
| 나이지리아          | 동포들이여, 일어나라                                |  |
| 남아프리카 공화국   | 남아프리카의 외침                                   |  |
| 네덜란드            | 빌렘의 노래                                         |  |
| 네덜란드령 안틸레스 | 태양과 산들바람의 나라                              |  |
| 네팔                | 라스트리야 간                                       |  |
| 노르웨이            | 그래, 우린 이 땅을 사랑한다 왕실용 국가는 왕의 노래 |  |
| 뉴질랜드            | 주께서 뉴질랜드를 보호하시리                        |  |
| 니제르              | 니제르 행진곡                                       |  |
| 니카라과            | 니카라과, 그대를 향해 소리치리                      |  |

## ㄷ
| 대한민국        | 애국가                                  |
| 덴마크          | 아름다운 나라 왕실 국가는 크리스티안 왕 |
| 도미니카 공화국 | 용감한 키스케야의 자손들                |
| 도미니카 연방   | 섬의 아름다움, 섬의 빛                  |
| 독일            | 독일인의 노래                           |

## ㄹ
| 라오스                                                                 | 라오스 국가 (펭 사트 라오)       |
| 라이베리아                                                             | 모두 라이베리아에 만세를         |
| 라트비아                                                               | 주여 라트비아를 축복하시옵소서   |
| 러시아                                                                 | 애국가                           |
| 레바논                                                                 | 레바논의 국가                    |
| 레소토                                                                 | 레소토는 우리 조상의 땅          |
| 루마니아                                                               | 루마니아인이여, 깨어나라!        |
| 룩셈부르크                                                             | 우리의 조국 왕실용 국가는 빌헬름 |
| 르완다                                                                 | 우리의 르완다                    |
| [[파일:{{{국기그림-1977}}}\|22x20px\|border \|alt=리비아의 기]] 리비아 | 알라는 위대하시다                |
| 리투아니아                                                             | 국가                             |
| 리히텐슈타인                                                           | 저 라인 강 위쪽으로              |

## ㅁ
| 마다가스카르      | 오, 우리의 사랑하는 조국이여         |
| 마셜 제도         | 영원한 마셜 제도                     |
| 마케도니아 공화국 | 마케도니아의 오늘을 넘어             |
| 말라위            | 주께서 우리의 땅 말라위를 축복하시리 |
| 말레이시아        | 나의 조국                            |
| 말리              | 말리여, 그대와 아프리카를 위하여     |
| 멕시코            | 조국에 평화를                        |
| 모나코            | 모네가스크의 노래                    |
| 모로코            | 사랑의 찬가                          |
| 모리셔스          | 모국                                 |
| 모리타니          | 모리타니 이슬람 공화국 국가          |
| 모잠비크          | 모잠비크 해방전선은 영원하리         |
| 몰도바            | 루마니아인이여, 깨어나라!            |
| 몰디브            | 조국을 향해 경례를                   |
| 몰타              | 몰타의 노래                          |
| 몽골              | 몽골의 국가                          |
| 미국              | 성조기                               |
| 미얀마            | 세상이 끝날 때까지                   |
| 미크로네시아 연방 | 미크로네시아의 애국자                |

## ㅂ
| 바누아투              | 유미, 유미, 유미            |
| 바레인                | 우리의 바레인               |
| 바베이도스            | 역경을 딛고 영광을          |
| 바티칸 시국           | 교황 찬가                   |
| 바하마                | 바하마 땅으로 전진하자      |
| 방글라데시            | 나의 금빛 벵골              |
| 베냉                  | 새로운 날의 시작            |
| 베네수엘라            | 용감한 자들에게 영광 있으라 |
| 베트남                | 진군가                      |
| 벨기에                | 브라반트(브라방) 행진곡     |
| 벨라루스              | 우리는 벨라루스인           |
| 벨리즈                | 자유의 땅                   |
| 보스니아 헤르체고비나 | 단 하나의 보스니아          |
| 보츠와나              | 이 숭고한 땅을 축복하리     |
| 볼리비아              | 볼리비아 공화국 국가        |
| 부룬디                | 우리의 부룬디               |
| 부르키나파소          | 어느 날 밤                  |
| 부탄                  | 전룡의 왕국                 |
| 불가리아              | 친애하는 조국               |
| 브라질                | 브라질 국가                 |
| 브루나이              | 주여, 군주를 축복하소서.    |

## ㅅ
| 사모아                | 자유의 깃발                                      |
| 사우디아라비아        | 군주를 찬양하라                                  |
| 산마리노              | 국가                                             |
| 상투메 프린시페       | 완전한 독립                                      |
| 세네갈                | 모든 국민이 그대의 코라와 발라퐁을 친다네        |
| 세이셸                | 자랑스러운 세이셸의 인민들이여                   |
| 세인트루시아          | 세인트루시아의 아들과 딸                         |
| 세인트빈센트 그레나딘 | 세인트빈센트의 땅은 너무 아름답도다.             |
| 세인트키츠 네비스     | 오, 아름다운 땅이여!                             |
| 소말리아              | 소말리아여, 영원하라                             |
| 솔로몬 제도           | 하느님, 우리의 솔로몬 제도를 지켜 주시옵소서     |
| 수단                  | 우리는 하느님과 우리 땅의 전사                   |
| 수리남                | 수리남은 우리 하느님과 함께 있다.                |
| 스리랑카              | 어머니 스리랑카                                  |
| 에스와티니            | 오, 주여 스와지족에게 축복을 주소서              |
| 스웨덴                | 그대의 조상, 그대의 자유 왕실용 국가는 왕의 노래 |
| 스위스                | 스위스 찬가                                      |
| 스페인                | 왕의 행진                                        |
| 슬로베니아            | 축배                                             |
| 시리아                | 조국의 수호자들                                  |
| 시에라리온            | 그대를 향해 자유의 범위를 높이리                 |
| 싱가포르              | 전진하는 싱가포르                                |

## ㅇ
| 아랍에미리트            | 나의 조국은 오래 존속되리                         |
| 아르메니아              | 우리의 조국                                       |
| 아르헨티나              | 조국의 행진                                       |
| 아이슬란드              | 찬가                                              |
| 아이티                  | 드살린 행진곡                                     |
| 아일랜드                | 전사의 노래                                       |
| 아제르바이잔            | 아제르바이잔 행진곡                               |
| 아프가니스탄 이슬람국   | 이슬람의 요새, 아시아의 심장                      |
| 안도라                  | 위대한 샤를마뉴 대제                              |
| 알바니아                | 깃발의 찬가                                       |
| 알제리                  | 맹세                                              |
| 앙골라                  | 전진하는 앙골라                                   |
| 앤티가 바부다           | 정당한 앤티가 바부다여, 우리는 그대에게 인사하리. |
| 에스토니아              | 나의 조국, 나의 행복과 기쁨                       |
| 에콰도르                | 우리는 조국인 그대를 향해 경례하리.               |
| 에티오피아              | 전진하라, 나의 어머니 에티오피아                  |
| 엘살바도르              | 엘살바도르의 국가                                 |
| 영국                    | 하나님, 여왕을 지켜 주소서.                       |
| 예멘                    | 연합 공화국                                       |
| 오만                    | 오만 국가                                         |
| 오스트레일리아          | 아름다운 오스트레일리아여 전진하라                |
| 오스트리아              | 산의 나라, 강의 나라                              |
| 온두라스                | 그대의 깃발은 하늘의 빛이리라                     |
| 요르단                  | 오래 존속될 군주                                  |
| 우간다                  | 오, 나의 아름다운 우간다여!                       |
| 우루과이                | 우루과이인에게 조국이 아니면 죽음을               |
| 우즈베키스탄            | 우즈베키스탄 공화국 국가                          |
| 우크라이나              | 우크라이나의 영광은 사라지지 않으리               |
| 유고슬라비아 연방공화국 | 슬라브족이여                                      |
| 이라크                  | 두 강의 땅                                        |
| 이란                    | 이란 이슬람 공화국 국가                           |
| 이스라엘                | 희망                                              |
| 이집트                  | 나의 조국,나의 조국,나의 조국                     |
| 이탈리아                | 마멜리 찬가                                       |
| 인도                    | 모든 국민의 마음                                  |
| 인도네시아              | 위대한 인도네시아                                 |
| 일본                    | 기미가요 (천황의 치세)                            |

## ㅈ
| 자메이카               | 자메이카여, 우리는 땅을 사랑하리.                   |
| 자이르                 | 자이르 행진곡                                       |
| 잠비아                 | 자랑스럽게 서 있는 잠비아를 자유로운 노래로 읊으리. |
| 적도 기니              | 우리의 거대한 행복의 길을 걷자                      |
| 조선민주주의인민공화국 | 애국가 (아침은 빛나라)                              |
| 조지아                 | 찬양                                                |
| 중앙아프리카 공화국    | 부활 행진곡                                         |
| 중화민국               | 삼민주의                                            |
| 중화인민공화국         | 의용군 진행곡                                       |
| 지부티                 | 지부티                                              |
| 짐바브웨               | 주여, 아프리카를 구원하소서                         |

## ㅊ
| 차드           | 차드 행진곡                                     |
| 체코슬로바키아 | 나의 조국은 어디에 타트라 산맥 위에 번개가 쳐도 |
| 칠레           | 칠레 국가                                       |

## ㅋ
| 카메룬       | 모임                        |
| 카보베르데   | 이것은 사랑하는 우리의 나라 |
| 카자흐스탄   | 카자흐스탄 공화국 국가      |
| 카타르       | 카타르의 국가               |
| 캄푸치아국   | 캄푸치아 인민공화국 국가    |
| 캐나다       | 캐나다                      |
| 케냐         | 모든 만물의 주여!           |
| 코모로       | 모든 섬의 통일              |
| 코스타리카   | 그대의 아름다운 깃발이여!   |
| 코트디부아르 | 행진곡                      |
| 콜롬비아     | 오,불멸의 영광이여!         |
| 콩고 공화국  | 콩고의 노래                 |
| 쿠바         | 바야모 행진곡               |
| 쿠웨이트     | 국가                        |
| 크로아티아   | 아름다운 조국               |
| 키르기스스탄 | 키르기스스탄 공화국의 국가  |
| 키리바시     | 일어나라! 키리바시여        |
| 키프로스     | 자유의 찬가                 |

## ㅌ
| 타지키스탄        | 수루디 밀리                     |
| 탄자니아          | 주여, 아프리카를 축복하소서     |
| 태국              | 플렝 찻 왕실용 국가는 국왕 찬가 |
| 튀르키예          | 독립 행진곡                     |
| 토고              | 우리 조상의 땅                  |
| 통가              | 통가 제도 군주의 노래           |
| 투르크메니스탄    | 투르크메니스탄의 국가           |
| 투발루            | 전능함을 위한 투발루            |
| 튀니지            | 조국의 수호자                   |
| 트리니다드 토바고 | 자유의 사랑으로 나아가리        |

## ㅍ
| 파나마       | 지협의 노래                             |
| 파라과이     | 파라과이인들에게 공화국이 아니면 죽음을 |
| 파키스탄     | 국가                                    |
| 파푸아뉴기니 | 오, 모든 아들들아 일어나라              |
| 팔레스타인   | 나의 조국                               |
| 페루         | 우리는 자유로우며 언제나 그러하리라     |
| 포르투갈     | 포르투갈의 노래                         |
| 폴란드       | 폴란드는 아직 죽지 않았다               |
| 프랑스       | 마르세유의 노래                         |
| 피지         | 하느님께서 피지를 축복하시리            |
| 핀란드       | 우리의 땅                               |
| 필리핀       | 선택된 땅                               |

## ㅎ
| 헝가리 | 하느님께서 헝가리의 국가를 축복하시리 |

## 같이 보기
- 나라 목록
- 국기 목록
- 국장 목록
- 나라 표어 목록
- 국가 목록
  - 왕실 국가 목록
- 국가